# Seoreun-ijiman yeor-ilgob-imnida
Seoreun-ijiman yeor-ilgob-imnida (서른이지만 열일곱입니다?, lett. Trent'anni ma in realtà diciassette; titolo internazionale Still 17) è un drama coreano trasmesso su SBS TV dal 23 luglio al 17 settembre 2018.

## Personaggi
- Woo Seo-ri, interpretata da Shin Hye-sun
- Gong Woo-jin, interpretato da Yang Se-jong
- Yoo Chan, interpretato da Ahn Hyo-seop
- Jennifer, interpretata da Ye Ji-won